# Compotier et Fruits
Compotier et Fruits est un tableau réalisé par le peintre espagnol Pablo Picasso à l'automne 1908 à Paris. Cette tempera sur bois est une nature morte cubiste représentant un compotier. Elle est conservée au Kunstmuseum, à Bâle, en Suisse.